# Jimmy Schneider
Jimmy Schneider, Taufname Alfred Paul (* 6. August 1923 in Bern; † 12. April 1995 ebenda, heimatberechtigt in Diessbach bei Büren) war ein Schweizer Eisenplastiker, Zeichner und Maler.

## Leben und Werk
Jimmy Schneider absolvierte von 1939 bis 1943 eine Schlosserlehre in den Lehrwerkstätten der Stadt Bern. Von 1950 bis 1952 besuchte er die Kunstgewerbeschule Bern. Seine Lehrer waren Gottfried Keller (Plastik) und Eugen Jordi (Entwerfen). Seine Mitstudenten waren u. a. Dieter Roth, Rolf Iseli und Rolf Weber. 
Schneider war seit Jugendzeit mit Bernhard Luginbühl befreundet und half ihm 1951 beim Bau seines Atelierhauses in Moosseedorf. Zudem erlernte Luginbühl das Schweissen bei Schneider, der ihm auch bei seinen grösseren Arbeiten assistierte.

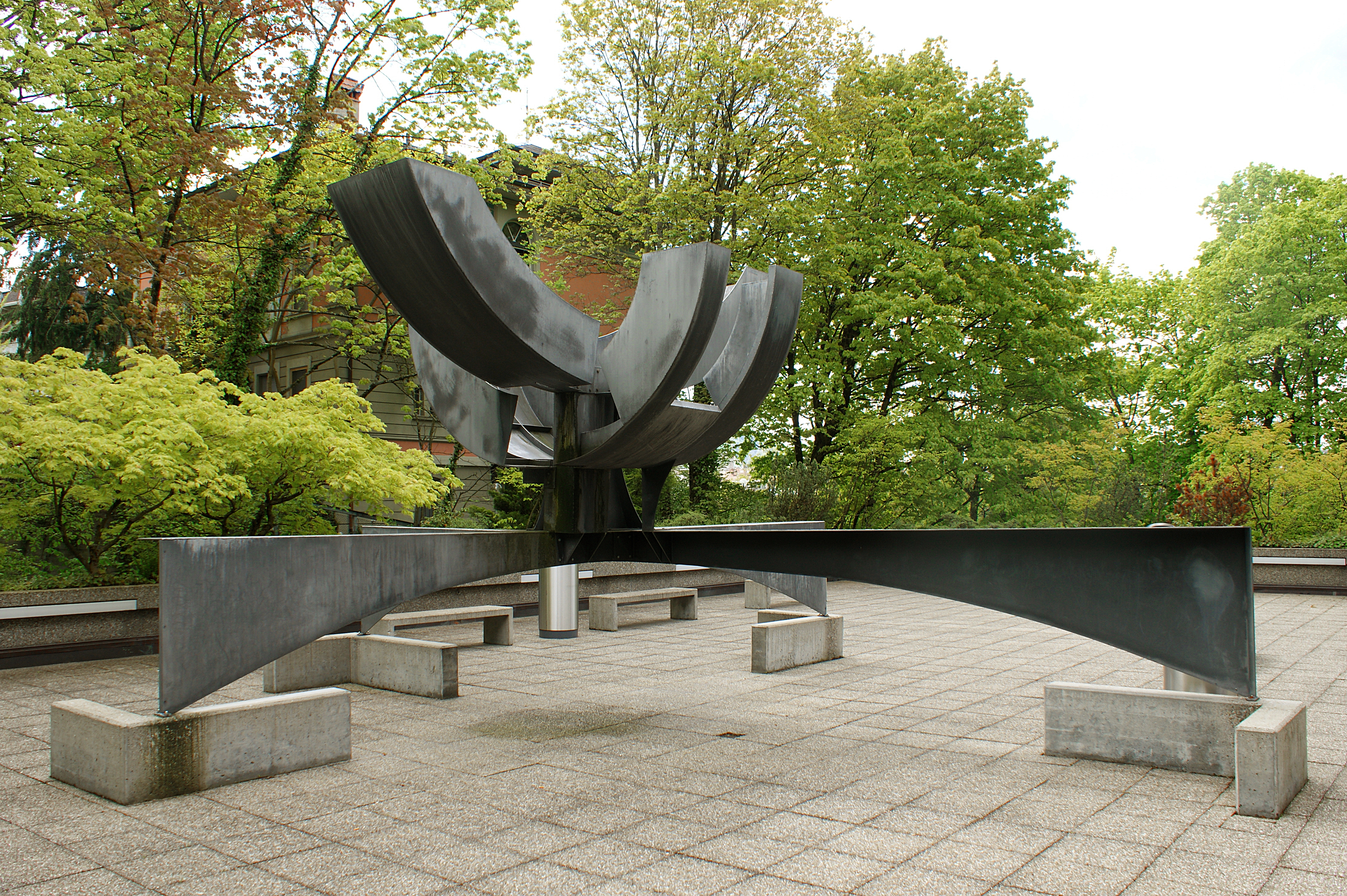
1972. Eisenplastik, Doppel-Kelch (2019)

Schneider betätigte sich von 1952 bis 1960 als Maler. In den ersten Jahren schuf er farbenfrohe und stimmungsbetonte Ölgemälde. Ab 1952 orientierte er sich am Kubismus. Zudem schuf er gelegentlich auch Grafiken. Angeregt durch die inspirierende Zusammenarbeit mit Luginbühl unternahm Schneider ab 1959 erste Versuche mit Eisenblech. 1960 malte er sein letztes Gemälde, die beinahe farblose Komposition Form in Weiss (Kunstmuseum Bern). Als er 1960 den Förderpreis der Eidgenössischen Kunstkommission für Malerei erhielt, konnte er ein Schweissgerät mit Schraubstock erwerben. Im gleichen Jahr entstand das Erste Eisenbild, eine Skulptur in der Ebene. 1962 erhielt er ein Louise-Aeschlimann und ein Fonds de Harries Stipendium.
Schneider behielt die Ungegenständlichkeit seiner letzten Bilder bei und übersetzte die geometrischen Formen in die Dreidimensionalität der Plastik. In den Jahren von 1960 bis 1964 entstanden kompakte Volumen, vor allem in den Serien der Kombinationen und Schränke, die mit der Spannung zwischen schweren und leichten Elementen spielen. Mitte der 1960er-Jahre öffneten sich die Plastiken, es entstanden offenere Formen und Zwischenräume. Mit dem Doppelkelch von 1972 erreichte seine Plastik monumentalen Charakter (Schule für Gestaltung Bern).
Schneider war Mitglied der Sektion Bern der GSMBA und stellte seine Werke in zahlreichen Gruppenausstellungen aus. 1988 erhielt er den Bärendreck-Preis. Seine zahlreichen Arbeiten für Kunst am Bau und im öffentlichen Raum belegen den Rang von Jimmy Schneiders Eisenplastik in der bernischen Kunst.

## Werke
| Jahr | Werk                            | Standort                                | Ortschaft/Gemeinde | EN    |
| ---- | ------------------------------- | --------------------------------------- | ------------------ | ----- |
| 1960 | Gemälde Form in Weiss           | Kunstmuseum Bern                        | Bern               |       |
| 1972 | Eisenplastik Doppel-Kelch       | Schänzlihalde 31, Schule für Gestaltung | Bern               |       |
| 1977 | Cortenstahlplastik Kelch-Stenge | Freiburgstrasse 8                       | Bern               |       |
|      | Silo II                         | früher Blankweg, Ostermundigen          |                    | [ 1 ] |